# Всі на орбіту!
Всі на орбіту! (фр. Tous sur orbite!) — французька освітня та наукова документальна телевізійна програма, яка транслювалася в 1997 році на каналі France 5 (La Cinquième) і мала на меті пояснити в освітній манері функціонування Сонячної системи за допомогою анімованих зображень. Це шоу — це однорічна подорож Сонячною системою, яка триває з 11 січня по 31 грудня.
Автор сценарію та режисер Ніколасс Гесснер.

## Опис
Всі ми — пасажири величного і прекрасного зорельота під назвою Земля. Але скільки таємниць, головоломок, легенд і неймовірних чудес знаходиться там, за бортом. Хочете стати Маленьким Принцом, який зумів подружиться зі всією Галактикою? Саме в цьому і є ціль документального серіалу про життя зірок, Сонця, Місяця, космосу.
Унікальні кадри, супроводжені розповідями великих вчених, можливо, кардинально змінять наші з вами догадки про те, що відбувається по іншу сторону ілюмінатора космічного корабля Земля. Готові до старту? Політ ризикує бути самим захоплюючим в житті.

## Принцип трансляції
Коли він вперше вийшов в ефір у 1997 році, короткий епізод транслювався щодня з понеділка по п’ятницю, а потім п’ять епізодів були згруповані разом, щоб транслюватися одним блоком у суботу. Коли це було актуально, короткі епізоди обговорювали астрономічні новини свого дня трансляції (фаза Місяця, видима планета, затемнення тощо). Це посилання на ефемериду 1997 року майже зникло під час наступних ретрансляцій.
Кожне шоу поділено на чотири розділи, які відповідають чотирьом сезонам, а потім поділяються самі; тобто загалом 52 епізоди як 52 неділі григоріанського календаря.
Кожен епізод починається однаково, голос за кадром представляє положення Землі на її орбіті, представлене синьою кривою. Вся програма проілюстрована комп’ютерними зображеннями, щоб пояснити дітям або новачкам просту складність Сонячної системи. Тоді глядач легко дізнається про такі явища, як сонячне затемнення, полярне сяйво або навіть те, звідки беруться комети (Гейла — Боппа, Свіфта — Туттля, Галлея та ін.).
| Номер | Дати                             | Назва                                             |
| ----- | -------------------------------- | ------------------------------------------------- |
| 1     | Du 1 au 7 janvier                | Le voyage commence                                |
| 2     | Du 8 au 14 janvier               | Comment voyager dans le Système solaire           |
| 3     | Du 15 au 21 janvier              | La Lune nous accompagne                           |
| 4     | Du 22 au 28 janvier              | La pleine Lune                                    |
| 5     | Du 29 janvier au 4 février       | La rotation de la Terre                           |
| 6     | Du 5 au 11 février               | Copernic et Kepler changent notre vision du monde |
| 7     | Du 12 au 18 février              | La gravitation                                    |
| 8     | Du 19 au 25 février              | Les étoiles qui nous cernent et nous concernent   |
| 9     | Du 26 février au 4 mars          | Le calendrier                                     |
| 10    | Du 5 au 11 mars                  | Lune décroissante et éclipse solaire              |
| 11    | Du 12 au 18 mars                 | Éclipses et occultations                          |
| 12    | Du 19 au 25 mars                 | L'équinoxe de Printemps                           |
| 13    | Du 26 mars au Шаблон:1er avril   | La Terre perturbe le calendrier de printemps      |
| 14    | Du 2 au 8 avril                  | D'où viennent les comètes ?                       |
| 15    | Du 9 au 15 avril                 | Aventures de comètes et clair de Terre            |
| 16    | Du 16 au 22 avril                | Les astéroïdes                                    |
| 17    | Du 23 au 29 avril                | Soleil, Terre, climat : un fragile équilibre      |
| 18    | Du 30 avril au 6 mai             | Planètes extérieures                              |
| 19    | Du 7 au 13 mai                   | Comment voir les mouvements de la Terre           |
| 20    | Du 14 au 20 mai                  | Jupiter et ses satellites                         |
| 21    | Du 21 au 27 mai                  | Mercure et Mars                                   |
| 22    | Du 28 mai au 3 juin              | Vénus et Jupiter                                  |
| 23    | Du 4 au 10 juin                  | Aux confins du Système solaire                    |
| 24    | Du 11 au 17 juin                 | La profusion des mouvements                       |
| 25    | Du 18 au 24 juin                 | Solstice d'été                                    |
| 26    | Du 25 juin au Шаблон:1er juillet | Nuits blanches et taches solaires                 |
| 27    | Du 2 au 8 juillet                | La Terre au plus loin du Soleil                   |
| 28    | Du 9 au 15 juillet               | Vénus                                             |
| 29    | Du 16 au 22 juillet              | Coucher de Soleil au bord de la mer               |
| 30    | Du 23 au 29 juillet              | Canicule et effet de serre                        |
| 31    | Du 30 juillet au 5 août          | La Terre dans l'immensité galactique              |
| 32    | Du 6 au 12 août                  | La première photo de la Terre                     |
| 33    | Du 13 au 19 août                 | La semaine des étoiles filantes                   |
| 34    | Du 20 au 26 août                 | Jupiter et ses compagnons                         |
| 35    | Du 27 août au 2 septembre        | Mesurer le temps et le ciel                       |
| 36    | Du 3 au 9 septembre              | Éclipse du Soleil et grand tour planétaire        |
| 37    | Du 10 au 16 septembre            | Grand tour planétaire avec la Lune                |
| 38    | Du 17 au 23 septembre            | Éclipse de la Lune et bientôt l'équinoxe          |
| 39    | Du 24 au 30 septembre            | Équinoxe d'automne et grandes marées              |
| 40    | Du Шаблон:1er au 7 octobre       | Mouvements et gravitation                         |
| 41    | Du 8 au 14 octobre               | Fantaisies lunaires                               |
| 42    | Du 15 au 21 octobre              | Rendez-vous vagabonds                             |
| 43    | Du 22 au 28 octobre              | Jupiter, fin de l'heure d'été                     |
| 44    | Du 29 octobre au 4 novembre      | Le temps manipulé, conjonction Vénus-Mars         |
| 45    | Du 5 au 11 novembre              | Prenez vos repères !                              |
| 46    | Du 12 au 18 novembre             | Saturne                                           |
| 47    | Du 19 au 25 novembre             | Des traces de vie extraterrestre                  |
| 48    | Du 26 novembre au 2 décembre     | La Terre avance, les étoiles glissent             |
| 49    | Du 3 au 9 décembre               | Des astres sous influences mutuelles              |
| 50    | Du 10 au 16 décembre             | Suivez la course de la Terre                      |
| 51    | Du 17 au 23 décembre             | Solstice d'hiver                                  |
| 52    | Du 24 au 31 décembre             | Les « étoiles » de Noël                           |

- виробництво: Neuroplanet, France 3 і Télé Images
- Сценарій: Ніколас Гесснер
- Режисер: Ніколас Гесснер
- Голос вимкнено: Стефан Фрейсс
- Синтезовані образи: Fantôme (studio)
- музика: Marc Hillman та Bruno Alexiu